# Sons of the Prophet
Sons of the Prophet è un'opera teatrale del drammaturgo statunitense Stephen Karam, finalista per il Premio Pulitzer per la drammaturgia nel 2012.

## Trama
Nazareth, Pennsylvania. Joseph e Charles Douaihy sono due fratelli di 29 e 18 anni, improvvisamente rimasti orfani dopo la morte del padre, avvenuta per un attacco di cuore. L'infarto del miocardio dell'uomo è stata una conseguenza di un pessimo scherzo fattogli da una giovane star del football, al momento in un carcere minorile a causa dell'accaduto. I Douaihy, emigrati dal Libano e lontani discendenti di Kahlil Gibran, ora devono occuparsi da soli non solo di loro stessi, ma anche dell'anziano zio Bill. Joseph ha anche cominciato a soffrire di misteriosi dolori e per questo si fa assumere dalla book-packager Gloria, per ottenere l'assicurazione sanitaria. Joseph, che è gay, ha anche cominciato ad uscire con un giornalista, Timothy, e Gloria lo convince a scrivere un libro sulla sua famiglia, in un disperato tentativo di salvare il proprio business con un successo editoriale. 

## Produzioni
Sons of the Prophet debuttò all'Huntington Theatre Company di Boston nell'aprile 2011. Patrocinata dalla Roundabout Theatre Company, la commedia debuttò a New York il 20 ottobre 2011; la piece rimase in cartellone fino al 1 gennaio 2012 al Laura Pels Theatre dell'Off Broadway. Diretto da Peter DuBois, il cast di Sons of the Prophet era composto da Charles Socarides (Timothy), Yusef Bulos (Bill), Jonathan Louis Dent (Vin), Santino Fontana (Joseph), Chris Perfetti (Charles) e Joanna Gleason (Gloria). La piece ha vinto il Lucille Lortel Award, il New York Drama Critics' Circle Award e l'Outer Critics Circle Award alla migliore opera teatrale, oltre ad essere stata candidata al Premio Pulitzer per la drammaturgia. La prima londinese del dramma è avvenuta all'Hampstead Theatre nel dicembre 2022.